# 1. česká národní hokejová liga 1992/1993
1. česká národní hokejová liga 1992/1993 byla 24. a zároveň posledním ročníkem jedné ze skupin československé druhé nejvyšší hokejové soutěže. Po rozpadu Československa soutěž plynule přešla v 1. českou hokejovou ligu.

## Systém soutěže
Všech 14 týmů se nejprve v základní části utkalo dvoukolově každý s každým (celkem 26 kol). Nejlepších 8 týmů následně postoupilo do finálové skupiny, ve které se utkal dvoukolově každý s každým (celkem 14 kol). Výsledky základní části se do finálové skupiny nepřenášely. Všechny týmy finálové skupiny následně postoupily do play off, ve kterém se hrálo na 3 vítězná utkání. Vítězové semifinále přímo postoupili do České hokejové extraligy 1993/1994.
Nejhorších 6 týmů po základní části se zúčastnilo skupiny o udržení. V ní se utkal čtyřkolově každý s každým (20 kol), přičemž výsledky ze základní části se započítávaly. Nejhorší dva týmy následně musely svoji prvoligovou příslušnost hájit v kvalifikaci o 1. ligu proti nejlepším týmům 2. ČNHL.

## Základní část
| Poř. | Tým                         | Z  | V  | R | P  | VG  | OG  | B  |
| ---- | --------------------------- | -- | -- | - | -- | --- | --- | -- |
| 1.   | HC Královopolská Brno       | 26 | 18 | 6 | 2  | 140 | 74  | 42 |
| 2.   | HC Stadion Hradec Králové   | 26 | 13 | 7 | 6  | 114 | 68  | 33 |
| 3.   | SK Slavia Praha             | 26 | 13 | 6 | 7  | 86  | 68  | 32 |
| 4.   | HC Vajgar Jindřichův Hradec | 26 | 13 | 5 | 8  | 95  | 69  | 31 |
| 5.   | TJ TŽ Třinec                | 26 | 13 | 5 | 8  | 100 | 76  | 31 |
| 6.   | TJ Baník Hodonín            | 26 | 15 | 1 | 10 | 106 | 86  | 31 |
| 7.   | HC Slezan Opava             | 26 | 12 | 7 | 7  | 86  | 78  | 31 |
| 8.   | TJ AZ Havířov               | 26 | 14 | 2 | 10 | 78  | 66  | 30 |
| 9.   | VTJ Tábor                   | 26 | 12 | 2 | 12 | 101 | 86  | 26 |
| 10.  | HC Zbrojovka Vsetín         | 26 | 8  | 6 | 12 | 95  | 118 | 22 |
| 11.  | HC Brno                     | 26 | 7  | 5 | 14 | 75  | 78  | 19 |
| 12.  | HC Baník CHZ Sokolov        | 26 | 6  | 3 | 17 | 70  | 113 | 15 |
| 13.  | TJ Baník ČSA Karviná        | 26 | 5  | 2 | 19 | 76  | 162 | 12 |
| 14.  | TJ Autoškoda Mladá Boleslav | 26 | 4  | 1 | 21 | 63  | 143 | 9  |

## Finálová skupina
| Poř. | Tým                         | Z  | V | R | P  | VG | OG | B  |
| ---- | --------------------------- | -- | - | - | -- | -- | -- | -- |
| 1.   | TJ TŽ Třinec                | 14 | 9 | 2 | 3  | 53 | 44 | 20 |
| 2.   | HC Královopolská Brno       | 14 | 9 | 1 | 4  | 68 | 39 | 19 |
| 3.   | HC Vajgar Jindřichův Hradec | 14 | 8 | 2 | 4  | 63 | 44 | 18 |
| 4.   | HC Stadion Hradec Králové   | 14 | 9 | 0 | 5  | 63 | 49 | 18 |
| 5.   | SK Slavia Praha             | 14 | 7 | 2 | 5  | 55 | 44 | 16 |
| 6.   | TJ Baník Hodonín            | 14 | 3 | 3 | 8  | 36 | 66 | 9  |
| 7.   | HC Slezan Opava             | 14 | 2 | 3 | 9  | 47 | 69 | 7  |
| 8.   | TJ AZ Havířov               | 14 | 2 | 1 | 11 | 25 | 58 | 5  |

- Všechny týmy finálové skupiny postoupily do play off.

## Play off

### Čtvrtfinále
- TJ TŽ Třinec – TJ AZ Havířov 3:2 (6:4, 1:3, 3:6, 3:2, 3:0)
- HC Královopolská Brno – HC Slezan Opava 3:0 (6:1, 5:0, 7:2)
- HC Vajgar Jindřichův Hradec – TJ Baník Hodonín 3:2 (6:4, 6:1, 4:5, 0:2, 5:0K)
- HC Stadion Hradec Králové – SK Slavia Praha 3:2 (4:2, 3:0, 1:4, 3:4 SN, 5:2)

### O 5. - 8. místo
- SK Slavia Praha – TJ AZ Havířov 2:0 (5:4 PP, 9:5)
- TJ Baník Hodonín – HC Slezan Opava 2:0 (6:2, 4:1)

- SK Slavia Praha – TJ Baník Hodonín 2:1 (6:1, 3:4, 4:2)

### Semifinále
- TJ TŽ Třinec – HC Stadion Hradec Králové 2:3 (1:0 PP, 2:4, 3:5, 3:2 PP, 1:2 PP)
- HC Královopolská Brno – HC Vajgar Jindřichův Hradec 2:3 (1:3, 5:3, 2:3 PP, 4:2, 2:3 SN)

Týmy HC Stadion Hradec Králové a HC Vajgar Jindřichův Hradec přímo postoupily do České hokejové extraligy 1993/1994.

## O udržení
| Poř. | Tým                         | Z  | V  | R  | P  | VG  | OG  | B  |
| ---- | --------------------------- | -- | -- | -- | -- | --- | --- | -- |
| 1.   | VTJ Tábor                   | 46 | 24 | 5  | 17 | 206 | 158 | 53 |
| 2.   | HC Brno                     | 46 | 17 | 9  | 20 | 170 | 149 | 43 |
| 3.   | HC Zbrojovka Vsetín         | 46 | 16 | 9  | 21 | 169 | 195 | 41 |
| 4.   | HC Baník CHZ Sokolov        | 46 | 15 | 10 | 21 | 154 | 191 | 40 |
| 5.   | TJ Autoškoda Mladá Boleslav | 46 | 10 | 4  | 32 | 124 | 229 | 24 |
| 6.   | TJ Baník ČSA Karviná        | 46 | 9  | 4  | 33 | 153 | 274 | 22 |

Týmy TJ Autoškoda Mladá Boleslav a TJ Baník ČSA Karviná musely obhajovat prvoligovou příslušnost v kvalifikaci o 1. ligu.

## Kvalifikace o 1. ligu

### Skupina E
| Poř. | Tým                         | Z | V | R | P | VG | OG | B  |
| ---- | --------------------------- | - | - | - | - | -- | -- | -- |
| 1.   | TJ Slovan Ústí nad Labem    | 8 | 6 | 0 | 2 | 35 | 26 | 12 |
| 2.   | TJ Lokomotiva VČS Beroun    | 8 | 4 | 2 | 2 | 36 | 29 | 10 |
| 3.   | TJ ZVVZ Milevsko            | 8 | 5 | 0 | 3 | 34 | 22 | 10 |
| 4.   | TJ Autoškoda Mladá Boleslav | 8 | 3 | 1 | 4 | 25 | 26 | 7  |
| 5.   | KLH VT VTJ Chomutov         | 8 | 0 | 1 | 7 | 12 | 39 | 1  |

### Skupina F
| Poř. | Tým                      | Z | V | R | P | VG | OG | B  |
| ---- | ------------------------ | - | - | - | - | -- | -- | -- |
| 1.   | BK VTJ Havlíčkův Brod    | 8 | 6 | 1 | 1 | 51 | 22 | 13 |
| 2.   | TJ Prostějov             | 8 | 4 | 1 | 3 | 34 | 26 | 9  |
| 3.   | VTJ Transporta Chrudim   | 8 | 3 | 1 | 4 | 26 | 41 | 7  |
| 4.   | TJ Baník ČSA Karviná     | 8 | 3 | 0 | 5 | 30 | 43 | 6  |
| 5.   | TJ Žďas Žďár nad Sázavou | 8 | 1 | 3 | 4 | 23 | 32 | 5  |

- Týmy TJ Autoškoda Mladá Boleslav a TJ Baník ČSA Karviná sestoupily do 2. ligy.
- Týmy TJ Slovan Ústí nad Labem, TJ Lokomotiva VČS Beroun, BK VTJ Havlíčkův Brod a TJ Prostějov si pro příští ročník vybojovaly prvoligovou příslušnost.